# Залізний Валерій Олексійович
Валерій Олексійович Залізний (нар. 11 лютого 1951, с. Сваричівка Ічнянського району Чернігівської області) — український літератор, громадський діяч, художник-аматор, співак, композитор-аматор. Член НСЖУ (2008), Тернопільського обласного літературно-просвітницького товариства імені Богдана Лепкого, ради Тернопільської обласної асоціації «Світ культури»; дійсний член Академії акмеологічних наук (2001, м. Санкт-Петербург, РФ). Полковник Українського козацтва.

## Відзнаки
- Повний кавалер козацької нагороди «Лицарська відзнака» (2001, 2003, 2004).
- Козацький орден 3-го ступеня (2008).
- Премія імені братів Богдана і Левка Лепких (2001).

## Життєпис
Закінчив диригентсько-хоровий відділ Ніжинського вищого училища культури і мистецтв.
Працював у Ічнянському відділі культури, Чернігівській філармонії, культурно-освітніх установах Сумщини.
Від 1980 — художник у Тернопільському художньо-виробничому комбінаті.

## Доробок
- Збірки поезій
  - «Криниця наснаги» (1994),
  - «Срібне джерело» (1998),
  - «Сонячна перлина» (2001),
  - «Козячий екстрасенс» (2004),
  - «Нездоланний дух» (2005).
- Пошуково-краєзнавча збірка «Мазепинець із Батурина» (2006).
- Публікації у журналі «Літературний Тернопіль» та інших ЗМІ.

Здійснив художнє оформлення кількох книг тернопільських авторів.
Автор проектів пам'ятного хреста жертвам московського царату в Батурині на Чернігівщині (2008, встановлений у м. Тернопіль), ініціатор та організатор встановлення пам'ятної стели Богданові Лепкому в м. Батурин (1999).